# The Fragrant Flower Blooms with Dignity
The Fragrant Flower Blooms with Dignity (japanska: Kaoru Hana wa Rin to Saku) är en japansk animerad romantisk dramaserie vars första säsong hade premiär i Japan den 6 juli 2025. Serien är baserad på den japanska mangaserien med samma namn.

## Handling
När den tuffe Rintaro möter Kaoruko blir de snart vänner trots att de inte har mycket gemensamt. Problemet är bara att deras skolor är ärkerivaler.

## Rollista (i urval)
- Yoshinori Nakayama - Rintaro Tsumugi
- Honoka Inoue - Kaoruku Waguri
- Kôki Uchiyama - Saku Natsusawa
- Takeo Otsuka - Tomonari Takahashi